# One Love, One Rhythm – The 2014 FIFA World Cup Official Album
One Love, One Rhythm – The 2014 FIFA World Cup Official Album là một album tổng hợp được phát hành vào ngày 8 tháng 5 năm 2014 nhờ sự hợp tác của Sony Music Brasil với RCA Records. Đây là album âm nhạc chính thức của Giải vô địch bóng đá thế giới 2014 diễn ra ở Brasil. Nó bao gồm các bài hát được viết và chọn cho Giải vô địch bóng đá thế giới 2014.

## Thông tin
One Love, One Rhythm có tác phẩm của các ca sĩ nổi tiếng người Brasil, bao gồm Arlindo Cruz, người biểu diễn "Tatu Bom de Bola", bài hát linh vật chính thức, Sergio Mende , Bebel Gilberto, và người vào chung kết SuperSong, Rodrigo Alexey, kết hợp với Preta Gil. Đóng góp của các nghệ sĩ đến từ các quốc gia khác bao gồm các bài hát gốc của nhóm doo-wop người Mỹ thập niên 1960 The Isley Brothers, ca sĩ nhạc pop Na Uy-Tây Ban Nha Adelén, ban nhạc reggae-pop Canada Magic! và Ban nhạc Bahamian Pop/Junkanoo Baha Men.
Các bản phối lại của bài hát chính thức và bài hát linh vật của Afro-Brazilian Carnival bloc Olodum và DJ Memê, tương ứng, được giới thiệu dưới dạng các bản nhạc bonus trong ấn bản cao cấp của album. "Fighter", một ca khúc tiếng Nhật do Mika Nakashima và Miliyah Kato thể hiện, được phát hành dưới dạng đĩa đơn tại Nhật Bản vào ngày 4 tháng 6 năm 2014. Ngoài ra còn có "Lepo Lepo", một bài hát của nhóm pagode Psirico, được coi là bài hát chủ đề của Lễ hội hóa trang Brasil năm 2014.

## Đĩa đơn
Đĩa đơn đầu tiên của One Love, One Rhythm là "We Are One (Ole Ola)", sự hợp tác giữa các nghệ sĩ người Mỹ Pitbull và Jennifer Lopez và ca sĩ axé người Brasil, Claudia Leitte. Đĩa đơn được phát hành vào ngày 8 tháng 4 năm 2014 và là bài hát chủ đề chính thức của giải đấu. Đĩa đơn thứ 2 là "Vida", một bài hát song ngữ tiếng Anh và tiếng Tây Ban Nha được thể hiện bởi Ricky Martin là kết quả của SuperSong, một cuộc thi âm nhạc trực tuyến được tổ chức bởi Sony Corporation. Bài hát được phát hành vào ngày 22 tháng 4 năm 2014. Những người bình chọn đã chọn "Vida" của ca sĩ kiêm nhạc sĩ người Mỹ Elijah King là bài hát yêu thích của họ.
Đĩa đơn thứ ba "Dar um Jeito (We Will Find a Way)", được trình bày bởi Carlos Santana và Wyclef Jean với sự góp mặt của Avicii và Alexandre Pires, từng là quốc ca chính thức của World Cup. Nó được phát hành vào ngày 29 tháng 4 năm 2014. Đĩa đơn thứ tư, "Olé", do Adelén trình bày, được phát hành vào ngày 12 tháng 5 năm 2014. "La La La (Brazil 2014)" chính thức được gửi đến các đài phát thanh ở Ý vào ngày 27 tháng 5 năm 2014 với tư cách là đĩa đơn tổng thể thứ năm trong album.

## Danh sách các đĩa đơn
| STT              | Nhan đề                                                                        | Sáng tác | Biểu diễn                                                    | Thời lượng |
| ---------------- | ------------------------------------------------------------------------------ | --- | ------------------------------------------------------------ | ---------- |
| 1.               | "We Are One (Ole Ola)" (The Official 2014 FIFA World Cup™ Song)                | Jennifer Lopez, Claudia Leitte, Armando C. Perez, Thomas Troelsen, Daniel Murcia, Sia Furler, Lukasz Gottwald, Henry Walter, Nadir Khayat | Pitbull hợp tác với Jennifer Lopez và Claudia Leitte         | 3:43       |
| 2.               | "Dar um Jeito (We Will Find a Way)" (The Official 2014 FIFA World Cup™ Anthem) | Alexandre Pires, Arash Pournouri, Rami Yacoub, Carl Falk, Tim Bergling, Arnon Woolfson, Diogo Vianna, Wyclef Jean                         | Santana và Wyclef Jean hợp tác với Avicii và Alexandre Pires | 3:48       |
| 3.               | "Tatu Bom de Bola" (The Official 2014 FIFA Mascot Song)                        | Arlindo Neto, Roge, Arlindo Cruz | Arlindo Cruz                                                 | 3:20       |
| 4.               | "Vida" (Phiên bản Spanglish)                                                   | Ricky Martin, Salaam Remi, Elijah King | Ricky Martin hợp tác với Judika và Alif Satar                | 3:25       |
| 5.               | "The World Is Ours"                                                            | Antonina Armato, Adam Schmalholz, Tim James                                                                                               | Aloe Blacc, Paty Cantú và David Correy                       | 2:54       |
| 6.               | "Lepo Lepo"                                                                    | Filipe Escandurras, Magno Santanna | Psirico                                                      | 3:21       |
| 7.               | "One Nation"                                                                   | Sergio Mendes, Carlinhos Brown, John James Powell                                                                                         | Sergio Mendes                                                | 3:32       |
| 8.               | "La La La (Brazil 2014)"                                                       | Shakira, Jay Singh, Brown, Gottwald, Mathieu Jomphe-Lepine, Max Martin, Walter, Raelene Arreguin, John J Conte Jr                         | Shakira hợp tác với Carlinhos Brown                          | 3:17       |
| 9.               | "It's Your Thing"                                                              | Ronald Isley, O' Kelly Isley, Rudolph Isley                                                                                               | The Isley Brothers với Studio Rio                            | 3:07       |
| 10.              | "Tico Tico"                                                                    | Zequinha Abreu | Bebel Gilberto và Lang Lang                                  | 2:48       |
| 11.              | "Olé" (Stadium Anthem Mix)                                                     | Ina Wroldsen, Andreas Romdhane, Josef Larossi                                                                                             | Adelén                                                       | 3:20       |
| 12.              | "This Is Our Time (Agora É a Nossa Hora)"                                      | Nasri Atweh, Mark Pellizzer, Nolan Lambroza, Alex Tanasijczuk                                                                             | Magic!                                                       | 3:08       |
| 13.              | "Night and Day" (Carnival Mix)                                                 | Troy Rami, Troy Murray, Anthony Flowers, Patrick Carey, Dyson Knight, Isaiah Taylor, Dwight Yearwood                                      | Baha Men                                                     | 3:54       |
| 14.              | "Go, Gol"                                                                      | Rodrigo Alexey, Wagner Netto, Cesar Lemos                                                                                                 | Rodrigo Alexey hợp tác với Preta Gil                         | 2:58       |
| 15.              | "Fighter" (Tachytelic World Cup Brazil 2014 Remix)                             | Mika Nakashima, Miliyah Kato, Taku Takahashi                                                                                              | Mika Nakashima x Miliyah Kato                                | 4:51       |
| Tổng thời lượng: | Tổng thời lượng:                                                               | Tổng thời lượng: | Tổng thời lượng:                                             | 51:26      |

| Đĩa đơn bonus phiên bản cao cấp | Đĩa đơn bonus phiên bản cao cấp                                             | Đĩa đơn bonus phiên bản cao cấp                                          | Đĩa đơn bonus phiên bản cao cấp                      | Đĩa đơn bonus phiên bản cao cấp |
| STT                             | Nhan đề                                                                     | Sáng tác                                                                 | Biểu diễn                                            | Thời lượng                      |
| ------------------------------- | --------------------------------------------------------------------------- | ------------------------------------------------------------------------ | ---------------------------------------------------- | ------------------------------- |
| 16.                             | "We Are One (Ole Ola)" (The Official 2014 FIFA World Cup Song) (Olodum Mix) | Lopez, Leitte, Perez, Troelsen, Murcia, Furler, Gottwald, Walter, Khayat | Pitbull hợp tác với Jennifer Lopez và Claudia Leitte | 3:58                            |
| 17.                             | "Tatu Bom de Bola" (The Official 2014 FIFA Mascot Song) (DJ Memê Remix)     | Cruz, Rogê, Neto                                                         | Arlindo Cruz                                         | 3:45                            |
| Tổng thời lượng:                | Tổng thời lượng:                                                            | Tổng thời lượng:                                                         | Tổng thời lượng:                                     | 60:02                           |

| Đĩa đơn bonus quốc tế | Đĩa đơn bonus quốc tế                                      | Đĩa đơn bonus quốc tế                                 | Đĩa đơn bonus quốc tế | Đĩa đơn bonus quốc tế |
| STT                   | Nhan đề                                                    | Sáng tác                                              | Biểu diễn             | Thời lượng            |
| --------------------- | ---------------------------------------------------------- | ----------------------------------------------------- | --------------------- | --------------------- |
| 17.                   | "Pasión Total" (FIFA U-17 Women's World Cup Official Song) | Michel Zitron, Didrik Thott, Johan 'Jones' Wetterberg | F.A.N.S.              | 3:43                  |

## Xếp hạng
| Xếp hạng (2014)                            | Vị trí cao nhất |
| ------------------------------------------ | --------------- |
| Album Argentina (CAPIF)                    | 1               |
| Album tổng hợp Úc (ARIA)                   | 11              |
| Album Áo (Ö3 Austria)                      | 11              |
| Album Bỉ (Ultratop Vlaanderen)             | 3               |
| Album Bỉ (Ultratop Wallonie)               | 17              |
| Album Phần Lan (Suomen virallinen lista)   | 23              |
| Album Pháp (SNEP)                          | 36              |
| Album Đức Compilation (Offizielle Top 100) | 11              |
| Album tổng hợp Ý (FIMI)                    | 6               |
| Album Nhật Bản (Oricon)                    | 48              |
| Album Thụy Sĩ (Schweizer Hitparade)        | 4               |
| Billboard Hoa Kỳ 200                       | 45              |
| US World Albums (Billboard)                | 1               |

| Chart (2014)                 | Vị trí |
| ---------------------------- | ------ |
| Album Bỉ (Ultratop Flanders) | 93     |